# Мулан (саундтрек, 1998)
| Оценки критиков | Оценки критиков |
| Источник        | Оценка          |
| --------------- | --------------- |
| Allmusic        | [ 1 ]           |
| Filmtracks      | [ 2 ]           |
| Sputnikmusic    | 4/5             |

Мулан (саундтрек) (англ. Mulan: An Original Walt Disney Records Soundtrack) — это саундтрек к мультфильму Disney 1998 года «Мулан». Выпущенный Walt Disney Records 2 июня 1998 года, в альбом вошли песни написанные Мэттью Уайлдером и Дэвидом Зиппелем и продирижированные Полом Богаевым, а музыку к мультфильму сочинил и продирижировал Джерри Голдсмит. Вокальные партии включают Лею Салонгу, Донни Осмонда, 98 Degrees, Джеза Коулмана, Стиви Уандера и Кристину Агилеру.
Альбом достиг 24 места в Billboard 200 18 июля 1998 года, одновременно с показом мультфильма в кинотеатрах Ни один сингл с альбома не попал в Hot 100, хотя версия Агилеры «Reflection» достигла 15-го места в чарте Adult Contemporary, а «True to Your Heart» 98° и Стиви Уандера, музыкальная тема мультфильма, достигла 51-го места в чарте Adult Contemporary.
Альбом был номинирован на премию «Оскар» за лучшую оригинальную музыку к музыкальному или комедийному фильму, но проиграл саундтрек-альбому фильма «Влюблённый Шекспир» и премию «Золотой глобус» за лучшую оригинальную музыку к фильму, но проиграл саундтреку фильма «Шоу Трумана» а песня «Reflection» была номинирована на премию «Золотой глобус» за лучшую оригинальную песню, но проиграла песне «The Prayer» мультфильма «Волшебный меч: В поисках Камелота» однако альбом выиграл премию «Энни» за музыку в анимационном полнометражном фильме.
Также был выпущен ограниченный выпуск промоальбома с полной партитурой Джерри Голдсмита, который стал предметом коллекционирования.

## Трэк-лист
Все тексты написаны Дэвидом Зиппелем, вся музыка написана Мэттью Уайлдером и Джерри Голдсмитом.
| №   | Название                           | Исполнитель(и)                                              | Длительность |
| --- | ---------------------------------- | ----------------------------------------------------------- | ------------ |
| 1.  | «Honor to Us All»                  | Леа Салонга, Марни Никсон и Бет Фаулер                      |              |
| 2.  | «Reflection (Оригинальная версия)» | Леа Салонга                                                 |              |
| 3.  | «I'll Make a Man Out of You»       | Донни Осмонд и Хор‡                                         |              |
| 4.  | «A Girl Worth Fighting For»        | Харви Файерстин, Мэттью Уайлдер, Джерри Тондо и Леа Салонга |              |
| 5.  | «True to Your Heart»               | 98° и Стиви Уандер                                          |              |
| 6.  | «Suite from Mulan»                 |                                                             |              |
| 7.  | «Attack at the Wall»               |                                                             |              |
| 8.  | «Mulan's Decision»                 |                                                             |              |
| 9.  | «Blossoms»                         |                                                             |              |
| 10. | «The Huns Attack»                  |                                                             |              |
| 11. | «The Burned-Out Village»           |                                                             |              |
| 12. | «Reflection (Поп-версия)»          | Кристина Агилера                                            |              |

‡ Харви Файерстин, Мэттью Уайлдер, Леа Салонга и Эдди Мерфи имеют по одной строчке в припеве, а Джерри Тондо — две.

## Чарты
Альбом
| Год  | Чарт              | Позиция |
| ---- | ----------------- | ------- |
| 1998 | The Billboard 200 | 24      |

Синглы
| Год  | Сингл                | Исполнитель(и)     | Чарт               | Позиция |
| ---- | -------------------- | ------------------ | ------------------ | ------- |
| 1998 | «Reflection»         | Кристина Агилера   | Adult Contemporary | 19      |
| 1998 | «True to Your Heart» | 98º и Стиви Уандер | Adult Contemporary | 51      |

### Сертификации альбома
| Регион                                                      | Сертификация | Продажи  |
| ----------------------------------------------------------- | ------------ | -------- |
| США (RIAA)                                                  | Золотой      | 500 000^ |
| ^ Данные о тиражах приведены только на основе сертификации. |              |          |

## Невыпущенные песни

### «Keep 'Em Guessing»
Удалённая песня, метко названная «Keep 'Em Guessing», была удалена из мультфильма, когда Эдди Мерфи был выбран на роль Мушу. Эта песня была представлена в специальном издании Мулан с 2 дисками, но Disney решил не переиздавать саундтрек к «Мулан», несмотря на то, что сделал это для саундтреков к мультфильмам «Красавица и Чудовище», «Король Лев» и «Аладдин». Её вернули для сценического мюзикла Мулан-младшая.

### «Written in Stone»
Изначально эта песня была помещена в раздел, где Мулан подвергает сомнению свою личность и решает написать свою собственную судьбу, а не поддаваться социальным гендерным ролям. В итоге её заменили на «Reflection». Несмотря на то, что изначально это была четырёхминутная баллада, в мюзикле «Мулан-младшая» она разбита на небольшие части и многократно повторяется на протяжении всего мюзикла. Её поют предки во вступлении, поскольку они объясняют семейную структуру Китая так же, как традиции в мюзикле «Скрипач на крыше». Более поздняя реприза Мулан демонстрирует, что она хочет, чтобы её жизнь была высечена в камне….но ею самой, а не её предками.